# Список керівників держав 165 року
В даній статті представлені керівники державних утворень. Також фрагментарно зазначені керівники нижчих рівнів. З огляду на неможливість точнішого датування певні роки владарювання наведені приблизно.
Список керівників держав 165 року — це перелік правителів країн світу 165 року.
Список керівників держав 164 року — 165 рік — Список керівників держав 166 року — Список керівників держав за роками

## Європа
- Боспорська держава — цар Реметалк I Євпатор (153/154-174)
- Ірландія — верховний король Конайре Коем (157-165); Арт Оенфер (165-195)
- Римська імперія
  - імператор Марк Аврелій (161-180); Луцій Вер (161-169)
    - консул Марк Гавій Орфіт (165)
    - консул Луцій Аррій Пудент (165)
      - Британія — Секст Кальпурній Агрікола (162-166)
      - Верхня Германія — Гай Ауфідій Вікторін (162-166)
      - Нижня Мезія — Марк Сервілій Фабіан Максим (162-166)

## Азія
- Аракан (династія Сур'я) — раджа Сана Сур'я (146-198)
- Близький Схід
  - Велика Вірменія — цар Сохемос (163/164-185/186)
  - Хим'яр — цар Тхаран I (160-170)
- Іберійське царство — цар Фарасман III (135-185)
- Індія
  - Кушанська імперія — великий імператор Хувішка I (140-183)
  - Царство Сатаваханів — магараджа Вашиштіпутра Сатакарні (158/164-170/171)
- Китай
  - Династія Хань — імператор Лю Чжи (146-168)
  - шаньюй південних хунну Їлінжоші Чжуцю (147—172)
- Корея
  - Когурьо — тхеван (король) Чхатхе (146-165); Сінтхе (165-179)
  - Пекче — король Керу (128-166)
  - Сілла — ісагим (король) Адалла (154-184)
  - Осроена — Ваіл (163-165); Ма'ну VIII (165-167)
- Персія
  - Парфія — шах Вологез III (148-192)
- Сипау (Онг Паун) — Сау Кам К'яу (127-207?)
- Харакена — цар Орабаз II (150/151-165); Абінерга II (165-180)
- плем'я Хунну — шаньюй Цзюйцзюйр (147-172)
- Японія — тенно (імператор) Сейму (131-191)
  - Азія — Марк Гавій Сквілла Галлікан (164-165)
  - Віфінія і Понт — Луцій Гедій Руф Лолліан Авіт (159-165)
  - Галатія — Луцій Фуфідій Полліон (164-165)
  - Сирія — Гней Юлій Вер (164-166)

## Африка
- Царство Куш — цар Адекеталі Такідеамані (146-165); Тарекенівал (165-170)